# Arcidiecéze monacká
Arcidiecéze monacká (latinsky Archidioecesis Monoecensis) je římskokatolická diecéze, pod jejíž jurisdikci spadá celé Monacké knížectví. Katedrálním kostelem je Katedrála Neposkvrněné Matky Boží v Monaku. Současným monackým arcibiskupem je Dominique-Marie David.

## Stručná historie
V roce 1868 bylo z území diecéze Nice vyčleněno opatství nullius svatých Mikuláše a Benedikta, jehož teritoriální jurisdikce se kryla s Monackým knížectvím. Toto opatství bylo v roce 1887 povýšeno na diecézi, bezprostředně podřízenou Svatému Stolci. Roku 1981 ji papež Jan Pavel II. povýšil na arcidiecézi, opět bezprostředně podřízenou Svatému Stolci.